# Keysher Fuller
Keysher Fuller, né le 12 juillet 1994 à Puerto Limón, est un footballeur international costaricien, qui joue au poste d'arrière droit à l'AD Municipal Liberia.

## Biographie

### En club
Le 5 juin 2017, il rejoint le Municipal Grecia. Il y fait ses débuts le 30 juillet 2017 contre la LD Alajuelense. Lors de ses six premiers mois au club, il s’illustre comme l'un des meilleurs joueurs de son équipe. Le 10 janvier 2018, il marque son premier but contre le Guadalupe FC. Face à la même équipe le 25 février 2018, il inscrit son premier doublé.
Le 12 mars 2018, son transfert au CS Herediano est officialisé, prenant effet à la fin du championnat.
En novembre 2018, il remporte la Ligue de la CONCACAF. Au mois de décembre, il remporte le championnat d'ouverture 2018.
En décembre 2019, Herediano remporte le championnat d'ouverture 2019. En août 2020, Fuller et ses coéquipiers remportent la Supercoupe.

### En sélection
Le 2 février 2019, il honore sa première sélection en équipe du Costa Rica au cours d'un match amical contre les États-Unis. Lors de son deuxième match international contre la Jamaïque le 27 mars 2019, il marque l'unique but de la rencontre.
Le 5 juin 2019, il est sélectionné par Gustavo Matosas pour disputer la Gold Cup 2019. Il dispute le dernier match de poule face à Haïti et le quart de finale contre le Mexique, perdu aux tirs au but, Fuller voyant sa tentative repoussée par Guillermo Ochoa.
Fuller est sélectionné par Luis Fernando Suárez pour jouer la Gold Cup 2021. Il joue les trois matchs de poule ainsi que le quart de finale perdu contre le Canada.
Le 14 octobre 2021, il marque son second but, contre les États-Unis dans le cadre des qualifications à la Coupe du monde 2022.
Le 14 juin 2022, il dispute la première période du barrage qualificatif à la Coupe du monde remporté 1-0 contre la Nouvelle-Zélande.
Le 3 novembre 2022, il est sélectionné par Luis Fernando Suárez pour participer à la Coupe du monde 2022. Le 27 novembre 2022, Keysher Fuller marque contre le Japon lors du deuxième match de poule et conduit le Costa Rica à la victoire (1-0).

## Palmarès
CS Herediano
- Champion du Costa Rica en 2018 (ouverture), 2019 (ouverture) et 2021 (ouverture).
- Vainqueur de la Supercoupe du Costa Rica en 2020 et 2022.
- Vainqueur de la Ligue de la CONCACAF en 2018.